# Onda contínua
Em telecomunicações, onda contínua ou forma de onda contínua (CW) é uma onda eletromagnética que possui amplitude e frequência constantes. Em análise matemática, essa onda também possui duração infinita. Onda contínua também é o nome que se dá a um antigo método de radiotransmissão, no qual uma onda portadora é "ligada" e "desligada": nesse método, os dados e informações são codificados ao se fazer variar a duração dos períodos de ligamento e desligamento do sinal da onda. Um exemplo desse uso é o Código Morse. Nas antigas radiotransmissões da telegrafia wireless, as CW também eram denominadas "ondas não amortecidas", para distinguir esse método daquele que utilizava transmissão de onda amortecida.

## Rádio
Muito cedo transmissores de rádio usaram um transmissores de faíscas para produzir oscilações de rádio-frequência na antena de transmissão; esses sinais apresentavam uma característica de atenuação de amplitude durante cada pulso de energia radiada. Quando alternadores e posteriormente osciladores tornaram-se disponíveis, a amplitude do sinal permaneceu constante durante cada elemento de código, caracterizando essa técnica como emissão de ondas "contínuas".
Um transmissor fora de sintonia não tem frequência definida e não tem potencia para emitir nenhuma informação; a forma de transmitir consiste em ligar e desligar o transmissor produzindo transmissão de sinais numa determinada freqüência de acordo com a taxa de transmissão.
Enquanto a transmissão e recepção não permitia a transmissão de áudio da forma que é feito pela Modulação em amplitude com a complexidade do áudio atual,  o CW era a única forma de comunicação por radio disponível no inicio.
O motivo do CW continuar sendo usado mesmo tendo a comunicação com voz se tornando perfeita, é devido a baixa área de frequência do sinal que possibilita o CW transpor longas distancias com condições de propagação de onda, onde a modulações em AM e voz se perderiam. Um simples transmissor de meio watt esse tipo de transmissão de baixa potencia também é conhecido como QRP onde o CW pode transmitir milhares de milhas com condições de propagação insatisfatórias por causa da sua área de frequência.
Ondas contínuas foram chamadas de radiotelegrafia por assemelhasse à telegrafia, trabalhando por meios de um simples interruptor do código Morse. Porém, ao invés de controlar a eletricidade de uma simples rede atravessando fronteiras, o interruptor controlou o poder de enviar a um rádio transmissor. Esse modo ainda é comum por rádio amadores pela simplicidade e confiabilidade do CW é a base do sistema do radar de CW, onde uma onda contínua é transmitida por uma antena enquanto uma segunda antena recebe a rádio energia refletida.
No radioamadorismo, os termos "CW" e "código Morse" são frequentemente usados como se fossem sinônimos, apesar das distinções entre os dois (o código Morse pode ser emitido via sons ou luzes, por exemplo).

## Física de laser
Em física de laser e criando o termo "ondas contínuas" ou "CW" refere-se a o laser que produz uma contínua produção de luz. É como o oposto de q-switching e modelocking, que produzem pulsos de luz.